# Даничів
Да́ничів — село у складі Корецької міської громади Рівненського району Рівненської області; населення — 807 осіб; перша згадка — 1577 рік. Колишній центр Даничівської сільської ради. У селі знаходяться загальноосвітня школа І–ІІ ступенів, клуб, публічно-шкільна бібліотека, фельдшерсько-акушерський пункт, Свято-Параскевська церква.
також є пам'ятник який знаходиться біля сільської ради, поставлений для загибших в 1939—1945рр

## Історія
У 1906 році село Межиріцької волості Рівненського повіту Волинської губернії. Відстань від повітового міста 55 верст, від волості 8. Дворів 82, мешканців 573.